# Крифтель
Крифтель (нем. Kriftel) — община в Германии, в земле Гессен. Подчиняется административному округу Дармштадт. Входит в состав района Майн-Таунус.  Население составляет 10 722 человека (на 31 декабря 2010 года). Занимает площадь 6,76 км².